# Interglaciális
Az interglaciális (vagy ritkán jégkorszakköz) egy eljegesedési időszakon belüli melegebb éghajlatú periódus. A földi átlaghőmérséklet emelkedése jellemzi, amiáltal a sarki és kontinentális jégtakarók és a gleccserek nagy mértékben visszahúzódnak, de továbbra is jelen vannak.
Az eljegesedésekre jellemző a hidegebb és melegebb korszakok periodikus váltakozása. Ebben a periodicitásban az interglaciális a hidegebb glaciálisokat választja el egymástól.
Jelenleg a kainozoikumi eljegesedés interglaciálisában (flandriai interglaciális) élünk. A legutóbbi glaciális nagyjából 10 000 éve fejeződött be.
A glaciálisokon és interglaciálisokon belül is vannak hidegebb időszakok és felmelegedések, úgynevezett stadiálisok és interstadiálisok. A legutóbbi stadiális kb. a 16-19. század közepe között volt, 1650 körül hőmérsékleti mélyponttal (ez volt az úgynevezett kis jégkorszak).

## Az interglaciálisok időtartama

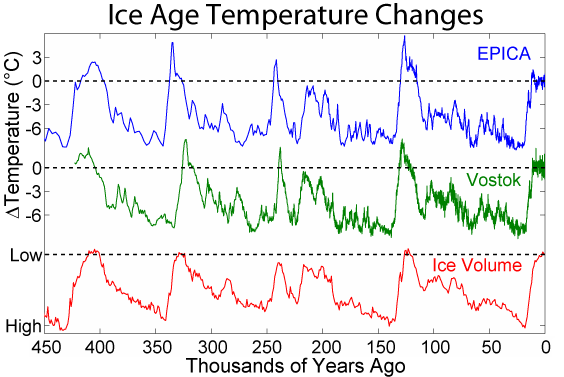
A glaciális és interglaciális korszakokhoz tartozó hőmérséklet és jégmennyiség adatok

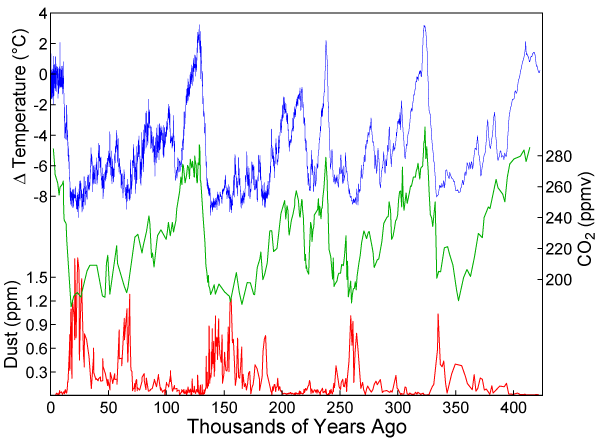
A szén-dioxid, hőmérséklet és por értékei az antarktiszi Vosztok bázis jégfuratai alapján az utóbbi 400 000 évből

Általában azt mondják, hogy egy ilyen időszak 12 000 évig tart, de a jégfúrások eredményei szerint ez nem ennyire egyértelmű. E kutatás szerint az utolsó interglaciális korszak 28 000 évig tartott, és valószínűleg a mostani is erre fog hasonlítani.
Más elméletek szerint, a légkörbe általunk juttatott üvegházhatást okozó gázok miatt, a mostani melegebb korszak akár 50 000 évig is eltarthat.[forrás?]
Bolygónk szárazföldi területeinek nagy része jelentősen ki van téve a glaciális-interglaciális ingadozás hatásainak, mivel a melegedés a sarki jegek olvadásával, ezért tengerszint-emelkedéssel jár. Minden partvidék veszélyeztetett ilyen esetben.